# 14e régiment de dragons margravien-électoral
Pour les articles homonymes, voir 14e régiment.
Le 14e régiment de dragons margravien-électoral est une unité de cavalerie de l'armée prussienne.

## Histoire
L'unité est créée par AKO du 30 octobre 1866 grâce aux prélèvements du 5e régiment de cuirassiers, du 4e régiment de dragons (pl) et du 2e régiment de hussards du Corps. Le 5 novembre, la formation est terminée. L'état-major, le 1er et 5e escadrons sont stationnés à Pleschen, le 2e escadron à Koschmin, le 3e escadron à Gostingen et le 4e escadron stationné à Ostrowo. Pour une meilleure différenciation et pour construire la tradition, l'unité reçoit le 7 novembre 1867 une extension de nom et à partir de ce moment, il est appelé 14e régiment de dragons margravien-électoral. Après avoir remporté la guerre contre la France, le régiment s'installe le5 avril 1871 à Colmar comme sa nouvelle garnison.

### Guerre franco-prussienne
Après que le régiment a reçu l'ordre de mobilisation dans la nuit du 15 au 16 juillet 1870, à l'occasion de la guerre contre la France, les dragons partent le 28 juillet et sont chargés dans le train deux jours plus tard à Lissa. Initialement utilisée uniquement pour la reconnaissance, l'unité participe aux batailles de Wissembourg, Frœschwiller-Wœrth et Sedan. Il est ensuite affecté au siège de Paris.

### Première Guerre mondiale
Avec la mobilisation, le régiment se déplace vers la frontière près de Mulhouse et y livre les premières batailles contre les unités françaises attaquant de Belfort. Des batailles frontalières suivent en Lorraine. Après la bataille de la Marne au cours de l'extension du front, le régiment participe à la course à la mer et atteint le nord de la France. En novembre 1914, l'unité s'installe sur le front de l'Est et s'y bat avec la 39e brigade de cavalerie et le 3e régiment de chasseurs à cheval dans la région de Kovel et Brest-Litovsk contre les militants ennemis.

### Après-guerre
Après la fin de la guerre, chaque escadron doit rentrer chez lui par ses propres moyens. Non sans problèmes, les escadrons individuels arrivent à Hünfeld en janvier 1919, où ils sont d'abord démobilisés et finalement dissous. À partir des restes du régiment, un escadron de volontaires est formé, qui est impliqué en mai 1919 dans le corps franc "Eulenburg" dans la protection des frontières en Silésie.
La tradition est reprise dans la Reichswehr par décret du chef du commandement de l'armée général de l'infanterie Hans von Seeckt du 24 août 1921 par le 7e escadron du régiment de cavalerie (prussienne) à Lüben.

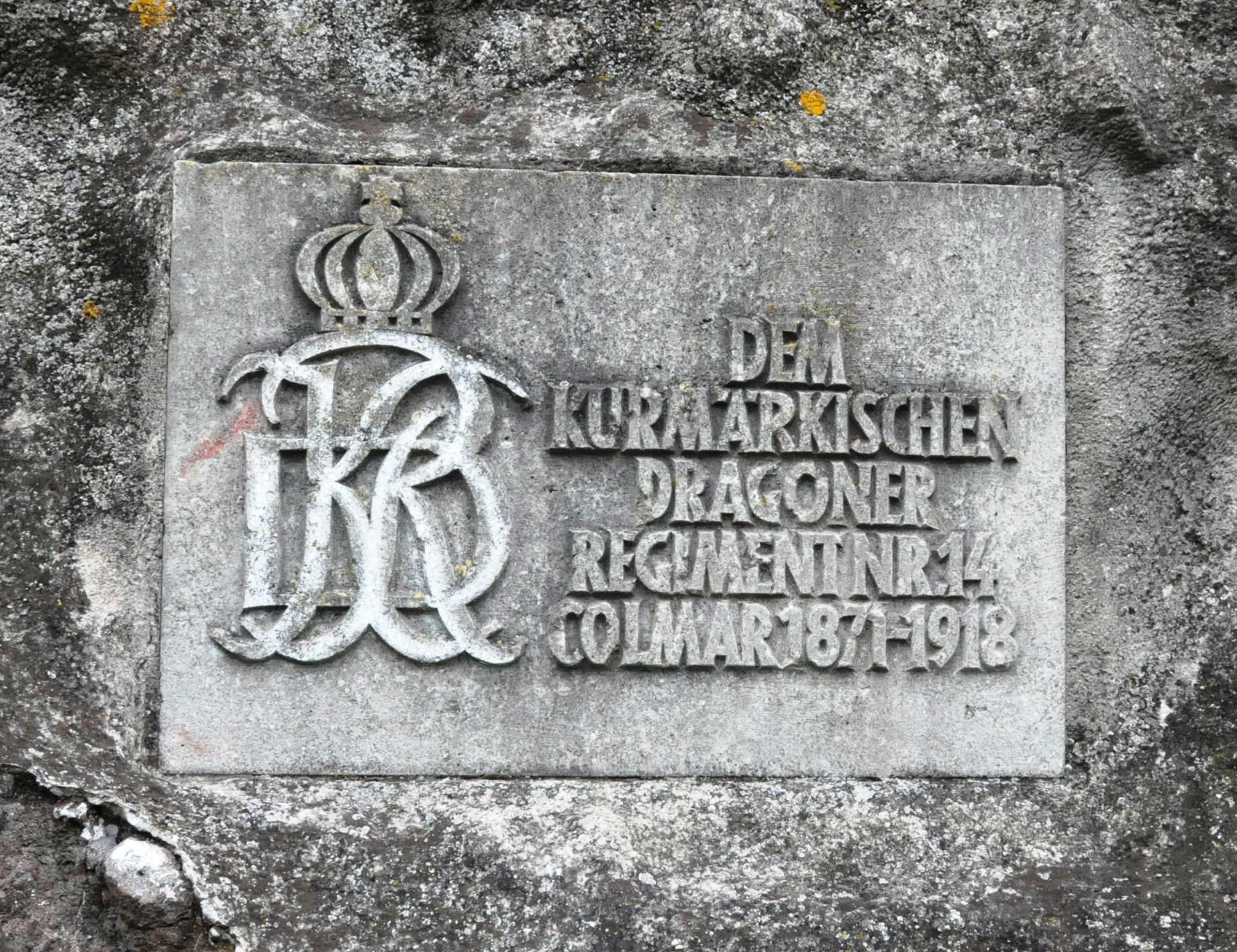
Plaque commémorative à Vieux-Brisach de 1962

### Monument

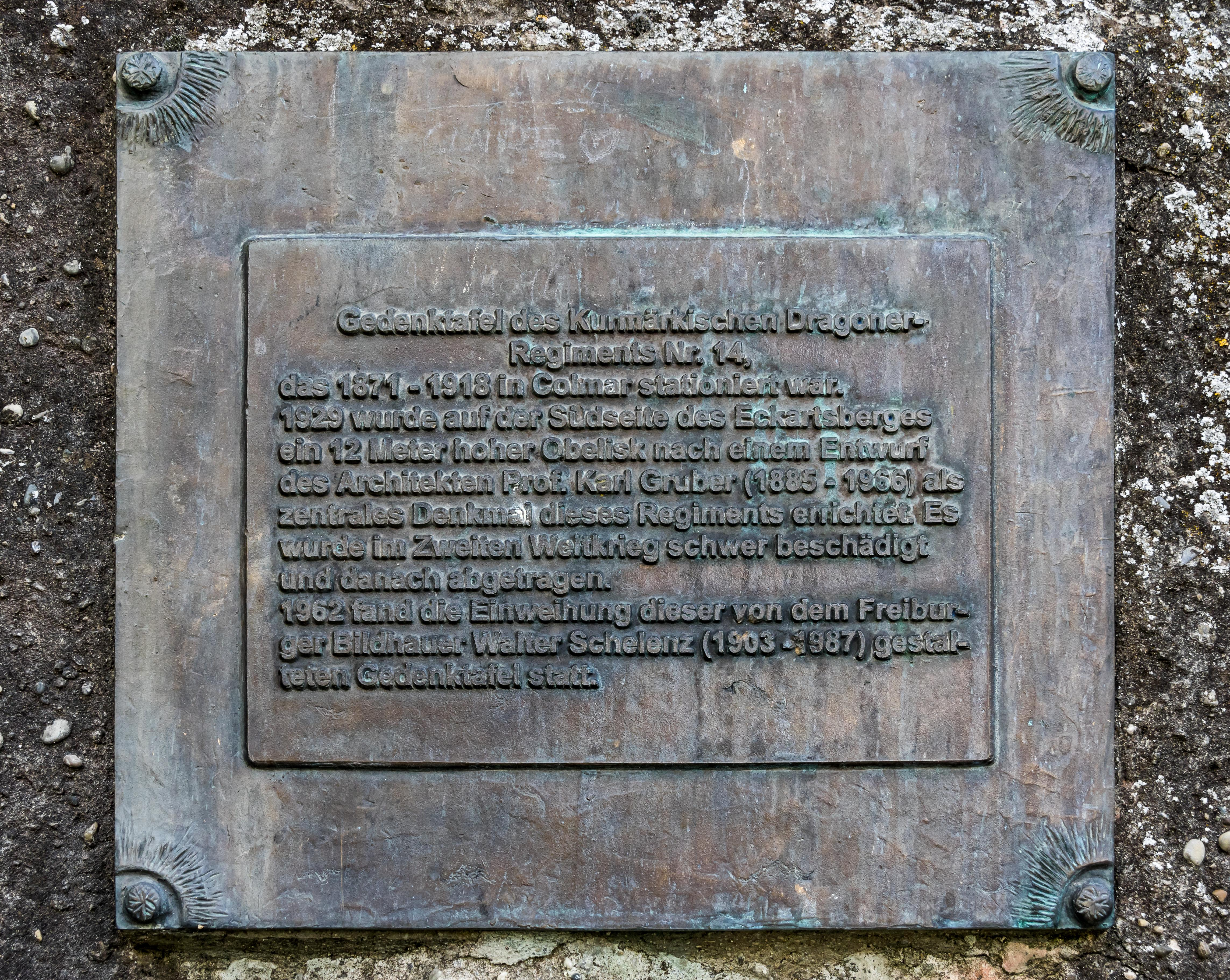
Plaque commémorative à Vieux-Brisach

Sur l'Eckartsberg à Vieux-Brisach, un obélisque de douze mètres de haut est érigé en 1929 comme mémorial central du régiment, basé sur une conception de l'architecte Karl Gruber (1885–1966) comme mémorial central de ce régiment. Après de graves dommages pendant la Seconde Guerre mondiale, il est démoli. Le sculpteur fribourgeois Walter Schelenz (de) (1903-1997) conçoit une plaque commémorative, qui est également inaugurée en 1962 sur l'Eckartsberg.

## Chef de régiment
| Rang | Nom de famille               | Date                                |
| ---- | ---------------------------- | ----------------------------------- |
|      | Léopold II, roi de Belgique  | 22 février 1878 au 17 décembre 1909 |
|      | Alexandra-Victoria de Prusse | 14 mai 1912 jusqu'à la dissolution  |

## Commandants
| Grade                       | Nom                                 | Date                                                        |
| --------------------------- | ----------------------------------- | ----------------------------------------------------------- |
| Oberstleutnant/Oberst       | Hermann von Schön                   | 30 octobre 1866 au 30 mars 1872                             |
| Oberst                      | Friedrich von der Groeben (de)      | 31 mars au 17 juillet 1872                                  |
| Major/Oberstleutnant        | Richard von Gottberg (de)           | 18 juillet 1872 au 14 avril 1873 (chargé de la direction)   |
| Oberstleutnant/Oberst       | Richard von Gottberg                | 15 avril 1872 au 28 avril 1879                              |
| Oberstleutnant              | Hermann Vogt                        | 29 avril 1879 au 6 décembre 1880                            |
| Major/Oberstleutnant        | Ferdinand von Dörnberg (de)         | 7 décembre 1880 au 17 octobre 1881 (chargé de la direction) |
| Oberstleutnant/Oberst       | Ferdinand von Dörnberg              | 18 octobre 1881 au 21 mars 1887                             |
| Oberstleutnant              | Max von Maltzahn                    | 22 mars 1887 au 14 octobre 1888                             |
| Oberstleutnant              | Fedor Engelmann                     | 15 octobre 1888 au 11 août 1890                             |
| Oberstleutnant              | Curt von Bachmayr                   | 12 août 1890 au 16 mai 1892                                 |
| Oberstleutnant              | Helmuth von Hardenberg (de)         | 17 mai au 17 juin 1892                                      |
| Oberstleutnant/Oberst       | Helmuth von Hardenberg              | 18 juin 1892 au 16 avril 1897                               |
| Würt. Oberst                | Karl von Röder                      | 17 avril 1897 au 15 juin 1901                               |
| Würt. Oberstleutnant/Oberst | Hermann von Roeder                  | 16 juin 1901 au 9 avril 1906                                |
| Oberst                      | Ernst Legde                         | 10 avril 1906 au 16 décembre 1908                           |
| Oberstleutnant/Oberst       | Günther von Etzel                   | 17 décembre 1908 au 21 avril 1912                           |
| Major/Oberstleutnant        | Bernhard Bronsart von Schellendorff | 22 avril 1912 au 30 juillet 1914                            |
| Oberstleutnant              | Paul von Schoenaich                 | 8 août 1914 au 11 juillet 1915                              |
| Major                       | August von Westerweller             | 12 juillet 1915 jusqu'à la dissolution                      |

## Uniforme
Les dragons portent une tunique bleu bleuet et un pantalon anthracite. La tunique est équipée de revers suédois.
La couleur de l'insigne du régiment est le noir. Les poignets, le col montant, les champs d'épaulettes et les passants sont de cette couleur. Le col et les poignets sont pourvus de liserés blancs. Le numéro régimentaire figure sur les épaulettes et les épaulettes. Les boutons et garnitures en tombac. Une cartouchière blanche avec une cartouche noire court de l'épaule gauche à la hanche droite. La cartouchière et la cartouche ne sont pas portées avec le costume de soirée et le costume formel. Le casque est équipé d'un aigle dragon en tombac, des chaînes d'écailles et la pointe du casque sont également en tombac. Un buisson de crin noir (pour les musiciens un rouge) est mis pour le défilé. La cocarde campagnarde est blanche et noire. De même le drapeau de lance des équipes. La sangle de taille (les dragons ne portent pas de ceinture) est blanche et a une simple boucle ardillon.
Selon AOK du 14 février 1907, l'uniforme gris de campagne M 1910 est introduit pour le service sur le terrain à partir de 1909/10. Dans cet uniforme, les sangles et les bottes sont de couleur marron naturel, le casque est recouvert d'une housse couleur roseau. La cartouchière et la cartouche ne sont plus portées.